# Алекс Катберт
Алекс Катберт (енгл. Alex Cuthbert; 5. април 1990) је велшански професионални рагбиста, који игра за Кардиф Блуз у Про 12 и за рагби јунион репрезентацију Велса.

## Биографија
Иако рођен у Глостеру, Енглеској, Катберт ипак игра за Велс и има право на то, јер је његова мајка рођена у северном делу Велса. Висок 198цм и тежак 106кг, Алекс Катберт игра на позицији десног крила. Катберт је 2011. почео да игра за Кардиф Блуз у Про 12, а исте године у децембру, Катберт је дебитовао за репрезентацију Велса против Аустралије. Са репрезентијом Велса Алекс Катберт је освојио 2 титуле Куп шест нација. Алекс Катберт се изборио за своје место и у престижном тиму Британски и ирски лавови. За Кардиф Блуз Катберт је постигао 165 поена у 67 утакмица, а за репрезентацију Велса одиграо је 37 мечева и постигао 15 есеја.